# Vicente Grisolía
Vicente Grisolía Poloney (* 5. September 1924 in Puerto Plata; † 15. Juni 2011 in Santo Domingo) war ein dominikanischer Pianist.
Grisolía hatte Unterricht bei Alicia Menard und Enriqueta Zafra und setzte seine Ausbildung am Konservatorium von Santo Domingo bei Paula Marx de Abraham, später in Rom und schließlich in New York bei Hedwig Rosenthal fort. Hier debütierte er als Pianist in der Carnegie Recital Hall, trat in der New Yorker Steinway Hall und in Puerto Rico im Fernsehen auf.
Mit dem Orquesta Sinfónica Nacional der Dominikanischen Republik führte er die Klavierkonzerte von Chopin, Liszt und Beethoven auf. Über mehrere Jahre trat er mit dem Geiger Jacinto Gimbernard in der Klassiksendung Música de los Grandes Maestros des dominikanischen Fernsehens auf. Vier Jahre lang bildete er ein Duo mit der Pianistin Elila Mena, das sich der Aufführung der Werke dominikanischer Komponisten widmete. Aus der Zusammenarbeit entstand u. a. ein Album mit Kompositionen Luís Riveras. Daneben wirkte Grisolía viele Jahre als Professor für Klavier am Conservatorio Nacional de Música.